# Scopula benigna
Scopula benigna là một loài bướm đêm trong họ Geometridae.